# الانتفاضة البوذية
الانتفاضة البوذية لعام 1966، أو المعروفة على نطاق واسع في فيتنام باسم أزمة وسط فيتنام، كانت فترةً من الاضطرابات المدنية والعسكرية في جنوب فيتنام، تركزت إلى حد كبير في منطقة الفيلق الأول في شمال البلاد في وسط فيتنام. تُعتبر هذه المنطقة قلب البوذية الفيتنامية، في ذلك الوقت، كان الرهبان البوذيون والنشطاء المدنيون في طليعة معارضة المجالس العسكرية التي كانت تحكم الأمة، بالإضافة لاستنكارهم التصعيد الذي أدى إلى حرب فيتنام.
أثناء حكم نغو دينه ديم الكاثوليكي، أدى التمييز ضد غالبية السكان البوذيين إلى نمو المؤسسات البوذية التي سعت إلى المشاركة في السياسة الوطنية والحصول على معاملة أفضل. في عام 1965، بعد سلسلة من الانقلابات العسكرية التي أعقبت سقوط نظام ديم في عام 1963، أسس مارشال الطيران نغوين كاو كاي والجنرال نغوين فان تيو مجلسًا عسكريًا مستقرًا أخيرًا، يشمل منصبي رئيس الوزراء والرئيس الصوري للدولة على التوالي. كان نظام كاي تيو في البداية نظامًا إقطاعيًا تقريبًا، إذ كان تحالفًا لأسياد الحرب أكثر من كونه دولة، حيث كان كل قائد فيلق يحكم منطقته كإقطاعية خاصة به، وكانوا يقومون بتسليم بعض الضرائب التي جمعوها إلى الحكومة في مدينة سايغون بينما احتفظوا بالبقية لأنفسهم. خلال تلك الفترة، استمرت الشكوك والتوتر بين الفصائل البوذية والكاثوليكية في المجتمع الفيتنامي.
اجتمعت العوامل الدينية مع الصراع على السلطة بين كاي والجنرال نغوين تشان تي، قائد الفيلق الأول، الذي كان بوذيًا مشهورًا في المنطقة. كان تي ضابطًا قوي الإرادة يُعتبر قائدًا مقتدرًا، وكان كاي يعتبره تهديدًا، هو وبقية أعضاء المجلس العسكري. في فبراير 1966، حضر كاي قمة هونولولو، حيث أصبح مقتنعًا أنه حظي بدعم أمريكي للتمرد ضد تي، أقوى قائد في الفيلق وأكثرهم قدرة. في مارس 1966، طرد كاي تي ونفاه إلى الولايات المتحدة بحجة كاذبة لتلقي العلاج الطبي. دفع هذا المدنيين وبعض وحدات الفيلق الأول إلى شنّ احتجاجات مدنية واسعة النطاق ضد نظام كاي ووقف العمليات العسكرية ضد فيت كونغ. خاطر كاي بالسماح لتي بالعودة إلى الفيلق الأول قبل مغادرته إلى الولايات المتحدة، لكن وصول الجنرال إلى منطقته الأصلية زاد من حدة المشاعر المعادية لكاي. اتحد النشطاء البوذيون والطلاب والموالون لتي في الجيش لتشكيل «حركة النضال»، مطالبين بالعودة إلى الحكم المدني وعقد انتخابات. في تلك الأثناء، بقي تي في الفيلق الأول ولم يغادر؛ أوقفت الإضرابات والاحتجاجات النشاط المدني في المنطقة، واستُولي على محطات الإذاعة الحكومية واستُخدمت في حملات مناهضة لكاي، وتوقفت العمليات العسكرية. بالإضافة إلى ذلك، امتدت أعمال الشغب إلى العاصمة سايغون ومدن أخرى في جنوب البلاد.
في بداية شهر أبريل، قرر كاي التحرك، وأعلن أن دا نانغ، المركز الرئيسي في الفيلق الأول، كان تحت السيطرة الشيوعية وتعهد علانية بقتل رئيس البلدية، الذي أعرب عن دعمه لحركة النضال. قام كاي بتحريك القوات العسكرية إلى المدينة وسافر هناك للاستعداد للهجوم، ولكنه اضطُر للانسحاب ثم المفاوضة مع القادة البوذيين، إذ كان من الواضح أنه لم يكن قويًا بما يكفي لسحق المعارضة. في غضون ذلك، أقال خليفة تي، نغوين فان شوان، لأنه أراد استعادة السيطرة بشكل أكثر حزمًا، وعين تون ذات دين ليحل محله. ادعى دين أنه هدأ الموقف، لكن كاي اعتبر ذلك استرضاءً، وفي 15 مايو، أزاحت قواته دين واستولت على زمام الأمور. خلال الشهر السابق، انخرطت القوات الأمريكية أيضًا في المواجهة، واعتُبرت حركة النضال منحازةً لصالح كاي، ما أدى إلى بعض المواجهات الشديدة.
في النصف الثاني من شهر مايو، بدأت قوات كاي في فرض سيطرتها وأخذت تدريجيًا في إضعاف حركة النضال إذ أصبحت قوات الفيلق الأول المتمردة منهكة، على الرغم من بعض الاعتراضات الأمريكية على هجمات كاي العدوانية، لقدرتها على إحداث الكثير من الأضرار الجانبية. في إحدى المراحل، انتهى الأمر بحدوث مناوشات بين قوات كاي والقوات الأمريكية، وفي وقت لاحق، كان الأمريكيون في وسط مواجهة بين الفصائل الفيتنامية بخصوص جسر ملغوم. عندما استعادت قوات كاي مدينتي دا نانغ وهوي خلال معارك في الشوارع، رأى أنصار حركة النضال أن التدخل الأمريكي يصب لصالح كاي، وأدت أعمال الشغب المناهضة للولايات المتحدة إلى إحراق بعض المباني الأمريكية. أنهى انتصار كاي تأثير الحركة البوذية على السياسة واُجبِر زعيمهم تيك تري كوانج على الإقامة الجبرية بعد ذلك، بينما غادر تي إلى الولايات المتحدة.